# Associação Desportiva Movimento Dinâmico Cultural Sandim
A Associação Desportiva Movimento Dinâmico Cultural Sandim ou de forma abreviada Módicus, é um clube profissional de futsal e andebol da freguesia de Sandim, do Município de Vila Nova de Gaia, em Portugal. Atualmente o clube disputa o Campeonato Português de Futsal e o Campeonato de Andebol da II divisão.

## História
O clube foi fundado no dia 4 de agosto de 1975, na freguesia de Sandim. A equipa já foi campeã 4 vezes da II Divisão Futsal e atualmente é 3º classificado da 1ª divisão nacional.